# 呪怨 パンデミック
『呪怨 パンデミック』（じゅおん パンデミック、原題： The Grudge 2）は、2006年製作のアメリカのホラー映画。『呪怨』ハリウッド・リメイク版のシリーズ第2作にして、『THE JUON/呪怨』（2004年）の続編である。
日本公開時のキャッチコピーは「ついに始まる、恐怖の爆発感染」。

## 概要
アメリカで2004年10月22日に公開された『THE JUON/呪怨』は、映画会社の予想をはるかに超える興行成績を挙げたことから、上映3日後にすぐ続編の製作が決定した。前作でサラ・ミシェル・ゲラーが演じた主人公カレンの姉妹オーブリー（アンバー・タンブリン）が登場し、カレンを連れ戻しきた東京で伽椰子の呪いに遭遇する。
アメリカ公開時は前作同様、PG-13（13歳未満は保護者の厳重な注意が必要）のレーティングに指定された。

## ストーリー
2006年、都内のインターナショナル・スクールに通うヴァネッサとミユキは、地味で目立たないアリソンを連れて、心霊スポットとして有名な郊外の空き家へと向かう。ヴァネッサとミユキは、アリソンを怖がらせる虐め目的で、家の2階にある押し入れに閉じ込める。伽椰子と俊雄の霊に遭遇したアリソンは絶叫し、押し入れのふすまが開かなくなった恐怖からヴァネッサたちは家から逃げ出す。後日、ボーイフレンドとラブホテルに入ったミユキは伽椰子に襲われて姿を消し、ヴァネッサは校内のロッカールームに現われた伽椰子を見て、恐怖のあまり立ったまま失禁する。ヴァネッサは消息不明のミユキと連絡を取るべく電話ボックスに駆け込むが、そこで伽椰子に殺された。
2004年、日本の病院に入院したカレン・デイビスを連れ戻すよう母親から頼まれたカレンの妹オーブリーは、入院先の病院を訪ね、そこで姉を火災から救出してくれたジャーナリストの男性イーソンと知り合う。カレンは空き家に火を点け、恋人のダグを死なせたという。病室のカレンは、“彼女を止められるのは自分しかいないから、あの家に行かなければ”と取り乱した。病院を出たオーブリーとイーソンの目前に、屋上から転落したカレンが地面に叩きつけられる。イーソンはカレンの背後に抱きついていた伽椰子と目が合う。
イーソンはオーブリーに佐伯家の呪いを説明し、あの家にまつわる事件を調べていることを話した。伽椰子が8歳の頃から書いていた日記によると、彼女の母は悪魔祓いかシャーマンのようなことをしており、他人から取り出した呪いの根源を幼い娘の伽椰子に食べさせていたらしい。佐伯家の写真を現像していたイーソンは、現像液のトレイの中から現われた伽椰子に殺され、オーブリーは単身で伽椰子の母がいる人里離れた山奥の村に向かう。ようやく伽椰子の母を見つけたオーブリーだったが、その母はカレンやオーブリーたちのやっていることは逆効果で、呪いを止めることは出来ないと話すと、オーブリーの目の前で伽椰子に呪い殺された。オーブリーは佐伯家に足を踏み入れ、姉カレンの幻影を追って2階に上がると、そこで遭遇した佐伯剛雄の霊に殺される。
イリノイ州シカゴのアパートに住むキンブル家は、父親のビルが再婚相手のトリッシュを息子ジェイクに紹介した。隣人のフレミング家にパーカーを着た誰かが来て以来、アパートに不審な出来事が続く。室内のガラス一面を新聞紙で覆い隠した部屋にいる、パーカーを着た人物は、ガラスに貼られた紙の隙間から不気味な目で覗き込まれ、トリッシュは何かに魅入られてビルを殺した後、自身も浴槽で死んだ。ジェイクの姉レイシーと、その友人のサリーも変死を遂げた。悲鳴をあげて廊下に飛び出してきたパーカーの人物を捕まえたジェイクが、一体ここに何を連れて来たんだと問い詰めると、それは東京から帰ってきたアリソン・フレミングだった。アリソンは怯えながら「ついて来ちゃったのよ」と言った直後、伽椰子に連れ去られ、ジェイクの目の前にも伽椰子が姿を現す。

## キャスト
| 役名                   | 俳優                      | 日本語吹替                | 日本語吹替                |
| 役名                   | 俳優                      | 劇場公開版                | ソフト版                  |
| ---------------------- | ------------------------- | ------------------------- | ------------------------- |
| オーブリー・デイヴィス | アンバー・タンブリン      | 箕輪はるか                | 恒松あゆみ                |
| アリソン・フレミング   | アリエル・ケベル          | 近藤春菜                  | 小島幸子                  |
| トリッシュ             | ジェニファー・ビールス    | まちゃまちゃ              | 幸田夏穂                  |
| イーソン               | エディソン・チャン        | あべこうじ                | 平川大輔                  |
| カレン・デイヴィス     | サラ・ミシェル・ゲラー    | 村上知子                  | 水谷優子                  |
| ヴァネッサ             | テリーサ・パーマー        | 大島美幸                  | 須藤絵里花                |
| レイシー               | サラ・ローマー            | 黒沢かずこ                | 世戸さおり                |
| ミユキ                 | 宇野実彩子                | ※本人                     | ※本人                     |
| ジェイク               | マシュー・ナイト          | 亀岡真美                  | 亀岡真美                  |
| ビル                   | クリストファー・カズンズ  |                           |                           |
| 中川秀人刑事           | 石橋凌                    | ※本人                     | ※本人                     |
| 佐伯俊雄               | 田中碧海                  | 田中碧海                  | 田中碧海                  |
| 佐伯伽椰子             | 藤貴子 瀧澤京香（少女期） | 藤貴子 瀧澤京香（少女期） | 藤貴子 瀧澤京香（少女期） |
| 佐伯剛雄               | 松山鷹志                  | 松山鷹志                  | 松山鷹志                  |
| 伽椰子の母             | キム・ミヨリ              |                           |                           |
| 民間伝承の男           | 梶原善                    | 梶原善                    | 梶原善                    |

## スタッフ
- 監督 – 清水崇[5]
- 脚本 - スティーヴン・サスコ（英語版）[5]
- 製作総指揮 - ダグ・デイヴィソン[5]、ジョー・ドレイク（英語版）[5]、ネイサン・カヘイン（英語版）[5]、ロイ・リー[5]
- 製作 – サム・ライミ[5]、ロブ・タパート[5]、一瀬隆重[5]
- 撮影 – 柳島克己[5]
- 編集 - ジェフ・ベタンコート[5]
- 音楽 – クリストファー・ヤング[5]
- 美術 – 斎藤岩男[5]
- 衣装デザイン – クリスティン・M・バーク（イタリア語版）[6]、谷口みゆき[6]
- 特殊メイク – 松井祐一[6]
- 特殊効果 - 岸浦秀一[6]
- 通訳 - 浅田智穂[6]

## 製作

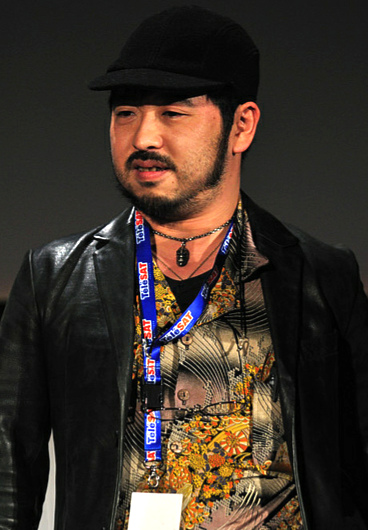
清水崇

製作費１千万ドルで作られた『THE JUON/呪怨』は、アメリカの公開初週末に3,910万ドルの記録的売り上げを出し、公開3日後には続編製作のゴーサインが出た。2005年1月の日本のメディアで、『呪怨』のハリウッド版リメイク「The Grudge」第2作も清水崇が監督を務めることが発表された。この時点ではまだ邦題が決まっておらず、「現在準備中の続編」とだけ報じられている。
脚本づくりは困難を極めた。アメリカ側は、Jホラーが持つ理不尽な怖さを残して欲しいと言いつつも、「これではアメリカ人に理解できないから、もっと分かりやすい演出を」という注文を出してきた。日本で多くのホラー映画をプロデュースしてきた一瀬は、説明に時間を割かない脚本作りを重視していたが、海外に向けて撮る以上はアメリカ側の意向も採り入れなければと考え、激論を交わすミーティングは数十回から100回にまで及んだ。
前作から引き続き製作を担当するロブ・タパートは、Ｊホラーに代表される日本の神話や迷信をベースにした恐怖は、「残念ながら西洋人に全く理解されない」と話している。
清水は、映画製作中の2006年4月に海外メディアのインタビューに答えた。「『THE JUON/呪怨』は日本の劇場版『呪怨』の完全なリメイクで、ストーリーラインも非常に似ている。でも『呪怨 パンデミック』は、日本の『呪怨2』とは違う話です。同じストーリーになるのだったら、監督を引き受けなかったでしょう。モチベーションもずっと高くなるので、楽しくやってます」と語る清水は、『呪怨 パンデミック』は前作で描かれなかった伽椰子の出生に触れることを、このインタビューで明かした。「まず伽椰子の幼少期を描きます。そしてこの呪いは決して終わらず、今後も拡がって行くだろうということを最後に語ります。それにもうひとつ、前作の主人公カレンの身に何が起きたか? ということも劇場で観ることになるでしょう」と、新要素のいくつかについて話した。
オリジナルストーリーといいつつも、机の下にいる女学生（栗山千明）が卓上の俊雄の足に触れて悲鳴をあげるビデオ版第1作のエピソード、主婦（藤井かほり）が食卓で夫を撲殺するビデオ版第2作のエピソード、部屋に閉じこもった女学生（上原美佐）の窓から死んだ同級生が覗き込む劇場版第1作のエピソードが、過去のシリーズから翻案されている。特に主婦がフライパンで夫を殺す話は、アメリカ側から「是非リメイクして欲しい」と要望があって採り入れたとのこと。

## キャスティング
アンバー・タンブリンがこの映画の出演を決めた理由はいくつかあるが、まず前作を大ヒットさせた清水が撮る続編だということ、そしてプロデューサーにサム・ライミがいることだった。さらに最初に読んだ脚本も、非常にしっかりした内容であった。タンブリンは『呪怨』シリーズの根底には、家庭内暴力に関するテーマがあると感じ、“暴力が私たちに何をもたらすか”という人間の本質を問いかける部分が気に入ったという。また、自身が演じるオーブリーの人物造型に付いても「母親は姉のカレンの方を愛していて、オーブリーに対してはそれほどでもない。オーブリーは家庭の中では弱者なんです。しっかりした姉の跡を継がなければいけないという重責の中で、母親との関係、姉との関係を探って行く第一歩を踏み出します」と語った。タンブリンは海外メディアのIGMのインタビューで、清水のことを「私が今まで仕事をしてきた中で、もっとも素晴らしい人間の1人。ユーモアのセンスを持ち、役者にとても優しく、全ての物事をオープンに説明してくれる」と話した。あるシーンを撮り終えると清水は“良かったけれど、リハーサルの時の方がもっと良かったな”とはっきり物を言い、明瞭な意図で伝えてくるのがとても良いという。なぜならハリウッドの現場では「監督はたったそれだけのことを話すのに45分もかかるの」とタンブリンは話した
主人公オーブリーを助けるジャーナリスト役で出演するエディソン・チャンの母国語は英語であるが、今まで出演してきたのは『インファナル・アフェア』シリーズや『ツインズ・エフェクト』などの香港映画で、中国語の台詞しか喋らなかった。そんなチャンにとって本作は、初のハリウッド映画であり、初めての英語の台詞の作品だった。チャンは休暇中に、自分のエージェントから「電話をくれ！」というEメールを貰い、電話をかけると会議中の一瀬と清水に繋がった。「君に出て欲しいんだ」と話す清水に、僕の出た映画を観たことがあるかとチャンが訊ねると「うん、君の映画は凄く大好き」と清水が答えた。『呪怨』に関しては、日本の劇場版もハリウッド版も観ていたため、チャンは自分が参加できることに興奮した。チャンは、スタッフの仕事の割り当て方から、作業時間、プロ意識のレベルの高さに至るまで、香港映画と全く違うことに良い意味で衝撃を受けた。香港映画はスタッフが非常に少なく、1日に15時間から18時間も働き、台本は当日に書かれて役者も急かされる。香港映画のプロデューサーは撮影期間中に１、2度セットで見かける程度だが、『The Grudge 2』の現場では“調子はどう？ 何か必要な物はある？ 準備はいいかい”とプロデューサーがあらゆる面で配慮してくれるため、いつか映画監督になりたいと思っていたチャンは「信じられないぐらい勉強になった」という。「日本人はカメラマンも照明スタッフも制作担当者も、自分の仕事に誇りを持っていて、本当に尊敬するよ。最大限に役者にも気を遣ってくれる。せわしない香港映画の現場に比べると、『The Grudge 2』はまるで休暇みたいに感じるよ。清水の演出も大変的確で、役者への説明に具体性がある。単に“もっと早く歩け！”と命令するだけの監督と大違いさ」とチャンは語った
2006年2月、製作中の『The Grudge 2』に、日本のダンス＆ボーカルユニットAAAのメンバー宇野実彩子が出演することが報道された。インターナショナル・スクールに通う女学生という役柄上、英語が話せることが必須条件だったが、宇野は中学3年の時に英国にホームステイして英会話が堪能だったことから白羽の矢が立った。清水は「英語の台詞の発音を短期間でマスターできる音感を持っている上、お芝居に対する姿勢も新鮮」と絶賛し、一瀬は「英語力と演技力があってキュートな子がなかなかいなくて、諦めかけていた時に出会った」と宇野に決めた理由を話した。

## 撮影
日本での撮影は東宝スタジオで行なわれた。前作『THE JUON/呪怨』の全米大ヒットで注目された藤貴子は、映画撮影中の2006年4月に、東宝スタジオで海外からの取材を受けた。インタビュアーのステイシー・レイン・ウィルソンは私服の藤の印象を「ウールのロングコートに黒いスラックス、黒のアンクルブーツを身に着けたスタイリッシュでカジュアルな女性。彼女はいつも笑顔で、とても可愛らしい」と書いている。この時のインタビューで藤は、伽椰子のメイクには2時間かかるが、それでも日本のオリジナル版の頃より短縮されたので嬉しいと話した。『呪怨２』のリメイクではない『呪怨 パンデミック』のストーリーをどう思うかと質問された藤は「脚本もよく書かれていて、とてもとても新鮮です。女優としてベストを尽くさなければなりません」と答え、清水から求められる限りは伽椰子を続けると語っている。前作の主人公を演じたサラ・ミシェル・ゲラーも、数シーンの出番を撮るために他のキャストからやや遅れて来日した。
アメリカのキャストには、前作同様、清水の演出意図を浅田智穂が通訳して伝えた。清水の言葉の意味だけでなく、語気の強さや意味まで省かず正確に伝える浅田の通訳は凄いとタンブリンは感心し、クリストファー・カズンズも「清水の通訳をしている女性は凄いよ。直接、監督から言葉が来ていると感じられる。監督のことをよく理解しているから、口喧嘩しているところまで夫婦喧嘩のようだ」と浅田を絶賛した。
アメリカ版『呪怨』2作品を監督した清水は2015年のインタビューで、日米の映画の取り組み方の違いを話した。ハリウッドはスタッフの労働時間が契約によって守られているため、清水がモニターチェックをしている最中でも、時間が来ると電源を切られ「すみません、それは明日見てもらえますか」と言われるほど徹底している。一方の日本は「お金で通るハリウッドと比べ、密なつながりが製作事情を左右するのは日本人の良いところ。撮影が押すと一致団結して、夜遅くまで根性で頑張ってしまうところがある」と話し、日本もハリウッドも一長一短の部分があり、どちらが良い悪いとは一概に言い切れないという。「向こうは敬語もなく、分業社会なので、自分の仕事が終わると、周囲がどんなに忙しくても知らん顔。でも日本じゃそれは通用しない。あるパートが遅れると、みんなで手伝って何とかしようと協力し合うのは日本人の美徳」と清水は語っている。

## プロモーション
2006年8月にアメリカで開催された、映画やコミックのサブカルチャーイベント、コミコンにアンバー・タンブリンとアリエル・ケベルが登壇し、本作に関する質疑応答を含めたトークショーをした。ケベルはこの仕事での主な問題は、通訳を挟んで会話するために、意思疎通に倍の時間がかかる言語の壁だと話し、その上で「日本に行くことは最高の贈り物になるわ」とも語った。「あちらの全てがアメリカと全く違うから。私たちがアメリカ映画で過ごしているルーティーンとは違う伝統なの。できるだけ多くのものを採り入れて私も変化しようと思った。私にとっては難しいことだったけど、それは帰国してから私が得た、最高の贈り物だと思ったわ」。
ケベルはこの時のトークショーで、『呪怨 パンデミック』には３つのストーリーラインがあり、すべての出来事の時間的順序がどうなっているのかを解明して行く作り方が面白いと話した。「ジェニファー（ビールス）のストーリーラインが、アンバー（タンブリン）のストーリーラインにリンクして、それが私のストーリーにリンクしてくる。それは映画の最後の方でようやく判明します」と、『呪怨』の独創的なシナリオ構造を観客に話した。タンブリンの父親は俳優のラス・タンブリンだが、清水は彼の出演作『たたり』のファンで、清水と一瀬隆重はラス・タンブリンが出演する『フランケンシュタインの怪獣 サンダ対ガイラ』が大好きだったため、アンバーは「スタジオに父が来た時、監督とプロデューサーが頭を下げて、父と写真を撮ったりサインを貰っているのが面白かったわ」と、清水たちの意外な一面をトークの中で明かした。
この夏にアメリカで試写会を行なった『呪怨 パンデミック』が酷評を受けたことから、シカゴに準備したセットでタンブリンの再撮影をすることになった。タンブリンは『Dread Central』のインタビューに答え、「エンディングにも大きな問題があったと思う。2週間後にシカゴに戻って再撮影するわ。完全に再編集されると聞いています」とコメントした。
アメリカ本国では映画公開を盛り上げるプロモーションとして、2006年9月19日のYahoo!Movieで「Tales from the Grudge」と題した３つの短編映画を紹介した。佐伯家の呪いの話をさらに拡張させる『Hotel（ホテル）』、『School（学校）』、『House（家）』からなる3作品は、後に『呪怨 ザ・グラッジ3』を撮ることになるトビー・ウィルキンスが監督した。

## 公開

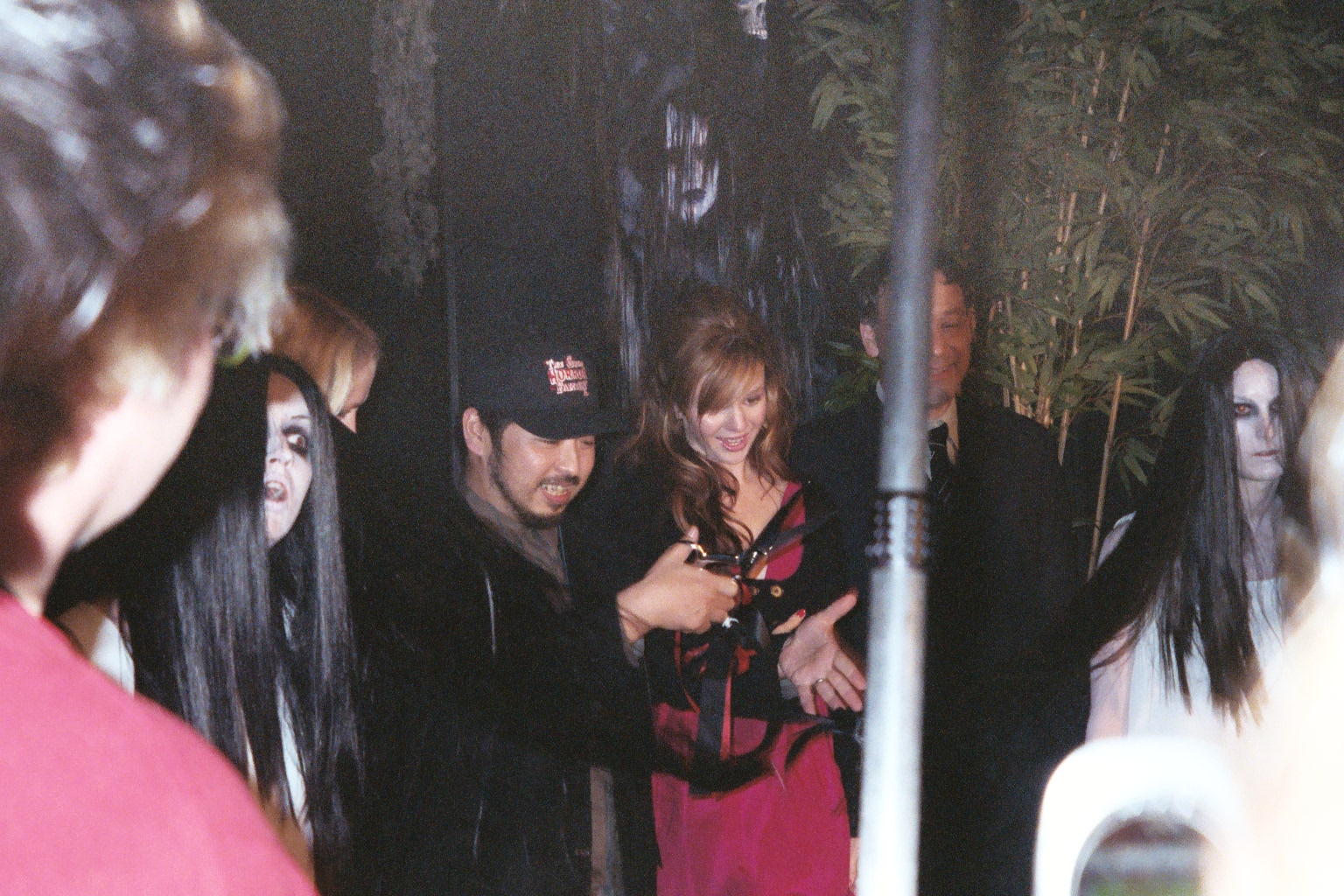
ワールド・プレミアの模様。（左から）清水崇、アンバー・タンブリン、サム・ライミ

『呪怨 パンデミック』は10月13日にアメリカの3,211の劇場で公開された。10月15日の週末で2,700万ドルの興行収入が見込まれていたが、公開初日の興行収入は1,001万ドル、15日までの初週末興行収入は2,080万ドルに留まったものの、レオナルド・ディカプリオ主演の『ディパーテッド』を抑えて興行1位を記録した。2,000万ドルの製作費に対して全世界の興行収入は7,000万ドルと成功の水準には達したが、スタジオの期待を下回る結果だった。
エイベックス配給で日本公開される際、吉本興業所属のお笑いタレントによる日本語吹替版が制作された。2007年7月3日にハリセンボン、まちゃまちゃ、森三中の計6名がアフレコ風景を公開した。事前に渡されたVTRを観ながら自主練をしてきたものの、ふざけ半分で笑いながら演じるメンバーたちに、集まった報道陣からは「大丈夫か？」と心配する声が漏れたという。
公開を控えた8月2日には、都内のイマジンスタジオで記者会見が行われ、監督の清水崇以下、まちゃまちゃ、箕輪はるか、近藤春菜、本編のキャストから宇野実彩子が出席。宇野以外の女性陣は、白塗りのメイクに白い服を着て伽椰子に扮していた。「お笑い芸人とホラーの組み合わせは面白いと思ったが、せっかく怖く作ったのに台無しになったらどうしようと思った」と話した清水は、「総合で70点だけど、近藤（春菜）さんは上手かった」と吹替の出来に言及した。

## 評価
レビューアグリケーターのRotten Tomatoesでは、77件の批評家レビューに基づき12％の支持を集め、平均評価は3.6/10となっている。同サイトの総意は「前作よりもさらに意味不明で、価値の低い続編」と、厳しいものだった。加重平均を用いるMetacriticでは、16人の批評家の評論に基づいて、33/100点を付けており、「総じて悪い」という評価を出した。
BBCの記者ジェイミー・ラッセルは「『ザ・リング』は強い恐怖感を伴うダークな心理劇だったが、『呪怨』シリーズは、ただ観客を驚かせるためだけに作られたショーケースだ。この２つを比べるのは、エドガー・アラン・ポーと遊園地のお化け屋敷を比べるようなものである」と、『ザ・リング』を比較対象にする人へ向けて書いた。さらにラッセルは「日本のラブホテルの場面や、恐ろしい写真をジャーナリストが現像する場面などで、背筋が凍るようなホラーシーンもある。伽椰子の出自を膨らませ、呪いを海外まで広げることで『呪怨 パンデミック』は、『ザ・リング』や『回路』のような終末的恐怖になろうとしている。しかし監督も幽霊も、それを上手く切り抜けるまで出来ていない」と、肯定しながらも残念さを滲ませている。
『AVクラブ』のキース・フィップスは、「この映画が不気味な雰囲気を作り出し、それを持続させていることは評価に値するが、筋書きがどこにも進まず、無意味なラストシーンへと向かって行くために意味がない」と書いた。
アメリカのオンライン映画レビューサイト『Film Threat』のピーター・フォンダー・ハールは「80年代のホラー映画の大物フレディやジェイソンは、不死身であるが故に面白かった。『呪怨 パンデミック』は、許しがたいほど退屈で無益な時間しか生み出さない。あらゆる物理法則や時間を無視する復讐に燃える幽霊に対し、主人公が何をやっても呪いが解けないというなら、観客が金を払ってまでそれを見る意味があるのだろうか？」と書き、「幽霊親子が色々な人の足を掴むが、その光景は前作だけでもう充分じゃなかったのか。上映中に聞こえた観客の笑い声からすると、この映画は『めざせ! スーパーの星』を超えるコメディになるかも知れない」と、同時期に公開されたコメディ映画を引き合いに出して酷評した。
『バラエティ』の記者ピーター・デブルージは「前作の主人公カレンのカメオ出演は病院のシーンだけに留まり、彼女が退場すると観客が応援できる登場人物は残らない。遊び感覚で呪いの家に入った女学生グループや、映画を通して悲しそうな顔をしているだけのオーブリー、役に立たないジャーナリストのイーソンなど、さらなる犠牲者が増えるだけだ」と、人物設計の悪さを指摘し、「伝染病を持った霊は、どういうわけかシカゴのアパートに進出し、無関係な家族に悪行を働く。清水の視覚トリックや仕掛けは上手く行っていると思うが、ストーリーは付随的なもので、観客はただ恐怖シーンを予測しているだけだ」と批評した。

## 関連イベント
いずれもお化け屋敷。
東京ドームシティ・ラクーア「ザ・13ドアーズ」『呪怨 パンデミックの部屋』
「闇の歯科病棟」でクイズの正解者のみ入場できる。
ナムコ・ナンジャタウン『呪怨 パンデミック』
「佐伯家」を再現し、映画の名場面をイメージする。
道頓堀極楽商店街『呪怨 パンデミック』
「佐伯家」を再現し、映画の名場面をイメージする。佐伯俊雄は人形のみだが、佐伯伽椰子は役者が演じるものもあり、随所に登場する。園内の割引サービスと併設された。